# ژان-میشل آنری
ژان-میشل آنری (فرانسوی: Jean-Michel Henry‎؛ زادهٔ ۱۴ دسامبر ۱۹۶۳) شمشیرباز اهل فرانسه است.
وی در مسابقات کشوری و بین‌المللی در مجموع برندهٔ ۱ مدال طلا، ۱ مدال نقره، ۲ مدال برنز شده‌است.